# Funivia Sanremo-Monte Bignone
La funivia Sanremo-Monte Bignone era una funivia situata nel Comune di Sanremo. Collegava il centro cittadino con il monte Bignone (la vetta più alta del Comune). Aveva due fermate intermedie: la prima presso il campo da golf, in località San Giacomo, e la seconda nella frazione di San Romolo, poco distante dal prato. Attiva dal 1936 al 1981, fu uno dei principali impianti funiviari italiani, conosciuto anche a livello mondiale grazie ai record di cui ha potuto godere per molto tempo: con i suoi 7645 metri era la funivia più lunga del mondo, e nell'ultima tratta vi era una campata sospesa tra due piloni di ben 1742 metri, anch'essa al tempo la più lunga del mondo. Il progetto presentava soluzioni tecniche innovative, tanto che ha costituito la base per futuri impianti in Nord Europa e Stati Uniti d'America.

## Storia

### Le origini e la gestione privata (CIF)
Nel 1928 l'allora podestà di Sanremo, Pietro Agosti, per valorizzare ulteriormente la città, pensò alla costruzione di Sanremo Vetta, un villaggio turistico sulla cima più alta del Comune, collegato al mare da una funivia. Nonostante la sua tragica morte, nel 1930, il progetto proseguì e nello stesso anno la CIF (Compagnia Italiana Funivie) presentò al Comune il progetto di una funivia in tre tronchi (Sanremo-Campo Golf, Campo Golf-San Romolo, San Romolo-Bignone Vetta), una concezione molto avveniristica per l'epoca, che diventerà la base per altri impianti negli USA. L'accordo prevedeva che il Comune trasferisse alla CIF 6 milioni di lire dell'epoca come contributo spese e i terreni per la costruzione degli impianti e portasse l'acqua corrente fino a Bignone (indispensabile per il villaggio); la CIF, contemporaneamente, si impegnava a gestire la funivia per 25 anni e a versare al Comune il 25% degli incassi lordi (che nel 1961 sarebbero stati pari a circa 72 milioni di lire dell'epoca). Ben presto nacquero i primi contrasti tra il Comune e la CIF, con conseguenti ritardi ed aumento dei costi. Solo il 28 ottobre 1936 la funivia poté essere inaugurata (vedere il filmato dell'Istituto Luce disponibile su youtube) ed entrò in servizio regolare il 1º luglio 1937: con i suoi 7645 metri di lunghezza era la più lunga del mondo e godeva anche di un altro primato, ossia quello di campata più lunga sospesa tra due piloni, nel tratto San Romolo – Bignone, e consentiva di raggiungere la vetta in circa 40 minuti. Questo le permetteva di essere ricordata nell'Enciclopedia Universale Treccani tra i principali impianti in Italia, insieme con la funivie del Cervino e la Monte Bianco.

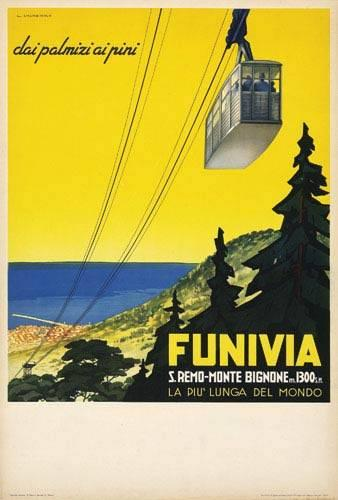
Manifesto pubblicitario (1937)

I contrasti tra il Comune e la CIF, però, continuarono (e sarebbero durati per tutto il tempo della gestione privata): l'acquedotto a Bignone non era ancora arrivato ed il ristorante nella stazione di arrivo era costretto a funzionare senza l'acqua corrente. Nonostante tutte queste avversità, il bilancio al 1940 risultò essere in positivo, se, ovviamente, non si contano gli ammortamenti delle spese di costruzione.
Nel 1940 l'Italia entrò in guerra, bloccando definitivamente la costruzione di Sanremo Vetta, che in pratica non era mai stata avviata; la funivia, comunque, continuò il suo regolare funzionamento. Nel 1943 un bombardamento alleato colpì la stazione di Sanremo, devastandola: il servizio sul primo tronco venne quindi sospeso. Nel 1944, durante un rastrellamento dei nazisti e delle Brigate Nere, vennero requisiti i telefoni e fermati quattro operai, mentre un altro operaio e l'ing. Groff, il direttore degli impianti, si salvarono miracolosamente calandosi nel vano contrappesi, profondo 18 metri. Gli operai catturati vennero fucilati a Santa Tecla e solo di due si ritroveranno i cadaveri, spiaggiati. Ancora oggi, una cappella ed una lapide nel fianco della chiesa di San Romolo ricordano il loro sacrificio.
Il 23 aprile 1945 i nazisti in fuga fecero saltare la strada che collegava Coldirodi a San Romolo: anche il secondo tronco venne danneggiato. Terminata la guerra, la CIF iniziò le riparazioni, con grandi sforzi da parte degli operai, ed il servizio riprese, seppur con qualche interruzione. Solo nel 1946 il Comune, con ben 14 anni di ritardo, riuscì a portare l'acqua a Bignone, rendendo possibile iniziare i lavori per Sanremo Vetta; ma anche questa volta le incomprensioni tra il Comune e la CIF, nonché lungaggini burocratiche, fecero definitivamente svanire il progetto.
Nonostante questo, la funivia continuò a funzionare senza troppi problemi e tra il 1946 ed il 1961 trasportò ben 1.033.428 passeggeri di cui 450.170 (il 43,6%) a Bignone Vetta. Fu un vero successo, considerando la portata oraria di 80 passeggeri per ciascun senso.

### La gestione comunale

La vettura 1 del III tronco in arrivo a Bignone (cartolina del 1939)

Con la fine del 1961 terminò il periodo di gestione della CIF e vennero avviate le procedure per il passaggio al Comune, le quali furono particolarmente travagliate, segnate ancora una volta da reciproche incomprensioni e cavilli legali sfociati in procedimenti giudiziari. Di fatto, la CIF continuò a gestire l'impianto per oltre un anno. La situazione divenne estremamente caotica e la funivia rimase priva di una gestione responsabile, cosa che portò al dissesto dei conti. Ad aggravare la situazione si aggiunse la richiesta, da parte del Ministero dei Trasporti, di rinnovare gli impianti, i quali dopo trent'anni erano soggetti a malfunzionamenti. La vicenda giunse rapidamente all'epilogo quando il Comune chiese ed ottiene il fallimento della CIF. Nonostante ciò, alla fine del '62 il bilancio chiuse ancora in pareggio.
Nel 1963 nacque il problema su chi dovesse gestire l'impianto tra curatore fallimentare e Comune. In tal proposito intervenne il Tribunale cittadino, che respinse l'istanza del curatore ed assegnò al Comune la gestione, fatto a cui il Comune arrivò impreparato, nonostante gli sforzi compiuti per riavere la gestione dalla funivia. Il Comune, allora, ebbe di fronte varie opzioni di gestione tra cui scegliere: la Stel, una cooperativa creata ad hoc, o l'Azienda di Soggiorno e Turismo. Venne scelta quest'ultima, ed inoltre il Ministero concesse un nulla osta provvisorio all'esercizio degli impianti, che in seguito sarà rinnovato fino agli anni '80. La gestione comunale fu particolarmente non oculata, anzi disastrosa. L'ing. Groff (da sempre il direttore) fece notare come il rinnovamento degli impianti, chiesto dal Ministero, consentisse di dimezzare il tempo per salire in vetta (circa 20 minuti), così che potesse usufruirne anche il turista "di passaggio", e per abbattere i costi fece montare il nuovo materiale dagli stessi tecnici dell'impianto. Il Comune, invece di risistemare la cima di Bignone per i turisti in modo da incrementare le presenze (panchine, segnalazione sentieri, ecc), la lasciò in stato di abbandono quasi totale e, per ridurre ulteriormente le spese, ridusse le corse giornaliere a 5, con l'ultima alle 17 nella stagione estiva (scelta poco felice che ne penalizzò molto l'attrattiva).
Nel 1965 la funivia festeggiò 400.000 corse e 2 milioni di passeggeri trasportati in 28 anni di servizio senza il minimo incidente. La dissennata gestione proseguì senza particolari note sino al 1974; solo da segnalare, nel 1966, il nuovo passaggio di gestione dall'Azienda di Soggiorno e Turismo agli uffici comunali.

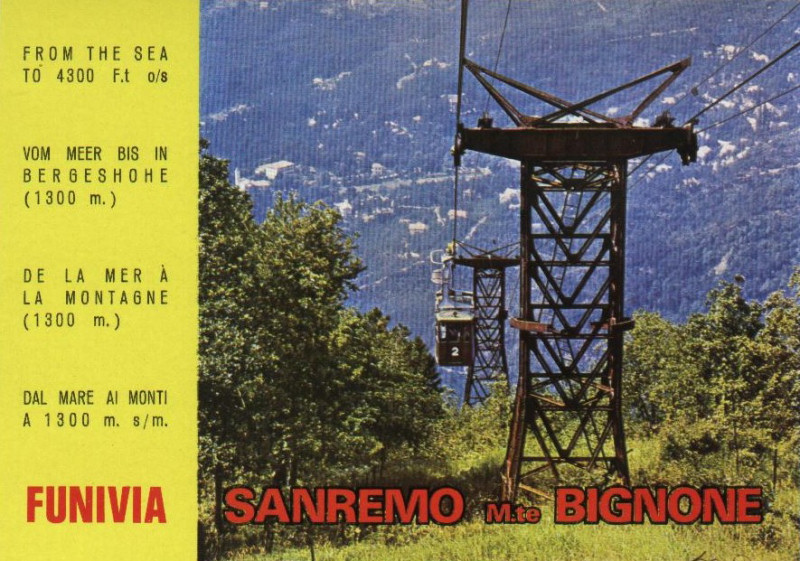
La copertina di un orario invernale della fine degli anni '60: la funivia vista da Monte Bignone, con San Romolo sullo sfondo

Nel 1974 cominciarono a manifestarsi i primi guasti: una comitiva di turisti francesi rimase bloccata a Bignone durante l'ultima corsa estiva, nonostante questa fosse stata spostata alle 18. Il gruppo riuscì a tornare a Sanremo solo dopo 3 ore. A seguito di quest'episodio fioccarono le accuse degli utenti riguardo agli impianti ormai obsoleti e lasciati all'usura del tempo, i quali rischiavano di far diventare pericolosa la funivia. L'ing. Groff, di nuovo, fece notare come dal 1968 fosse stato approvato il progetto di rinnovamento, ma attuato solo in parte. I bilanci iniziarono ad andare in passivo dal 1975.
Nel 1977 il Ministero chiese l'adeguamento delle infrastrutture alle nuove norme ed il Comune si limitò ad una manutenzione parziale, quanto basta per prorogare l'esercizio fino al settembre 1981.
Nel 1978 la funivia, pur nelle precarie condizioni in cui ormai versava, vide aumentare i passeggeri e quindi anche i ricavi, effettuando ben 125.796 corse, nonostante la chiusura anticipata ad ottobre per la sostituzione di 14 funi su 16.
Nel 1979, benché il servizio fosse stato chiuso per più di due mesi e limitato per altri quattro, i ricavi salirono ulteriormente (il 30% solo nel mese di agosto) effettuando ben 131.180 corse.
Nel 1980 i ricavi furono in linea con il biennio precedente. I maggiori ricavi dalla vendita dei biglietti si ebbero sempre nel mese di agosto, dimostrando l'interesse che la funivia continuava a suscitare tra turisti e vacanzieri. Nell'ottobre dello stesso anno il Ministero precisò che alcuni lavori, tra cui la sostituzione delle cabine, dei carrelli e dei circuiti di sicurezza, dovevano essere assolutamente effettuati.

### La fine

La funivia Sanremo-Monte Bignone in arrivo alla stazione intermedia di San Romolo, in una immagine d'epoca

Nell'aprile del 1981 vennero chiusi i due tratti fino a San Romolo per manutenzione straordinaria. Il 13 settembre 1981 viene chiusa anche l'ultima tratta, sempre per manutenzione straordinaria: stato che, formalmente, permane tutt'oggi. Fu l'inizio della fine. 
La funivia, benché chiusa al pubblico, per i primi anni non smise di funzionare. Cominciò, infatti, il periodo delle “corse di prova”, in quanto erano iniziati lavori di ammodernamento, che, paradossalmente, non seguivano totalmente i dettami del Ministero, in quanto si optò per la sostituzione dei motori e l'adeguamento delle cabine di trasformazione, ma tuttavia senza l'acquisto delle sei nuove vetture previste l'impianto non avrebbe potuto essere riaperto al pubblico. Non potendo fare ricorso ad interventi esterni per mancanza di fondi, i tecnici, sotto la guida del nuovo direttore degli impianti, provvidero direttamente ad effettuare i collaudi delle nuove apparecchiature installate. Le varie prove diedero esiti differenti, con particolari problemi alle motrici di Campo Golf e San Romolo. A Bignone, invece, la situazione pareva migliore. A questo punto l'ing. Locatelli, direttore degli impianti, ritenne indispensabile l'intervento dei tecnici delle ditte fornitrici. Intanto si avvicinava la stagione invernale, per cui i cavi vennero ingrassati. I vagoncini che tornavano a muoversi fecero sperare la popolazione nel ripristino del servizio da un momento all'altro. Non sarà così, purtroppo: una volta terminate le corse di prova, l'impianto non venne più riaperto, con conseguenze negative sulle attività turistiche di San Romolo, e a nulla varranno le proteste degli abitanti.
Nel giugno 1984 un fulmine si scaricò sulla cabina elettrica di Bignone, rendendo impossibile la messa in funzione del terzo tronco, decretando così la fine della funivia. Da quel momento gli impianti terminarono definitivamente di funzionare, e da allora giacciono in stato di totale abbandono, diventando preda di vandali e collezionisti: i motori d'emergenza Fiat e Isotta Fraschini sono una ghiotta preda, ed infatti quello di Bignone è stato portato via a più riprese. Va rilevato che per rimodernare gli impianti erano stati previsti circa 540 milioni di lire, di cui 240 già spesi nel triennio '79-'80-'81; la somma residua poteva essere coperta da fondi regionali, statali e comunitari disponibili ma mai richiesti.

### I progetti di ripristino

Copertina di un orario estivo della fine degli anni '60: la vettura 2 del II tronco in arrivo a San Romolo

A partire dalla sua chiusura ogni nuova amministrazione, in campagna elettorale, promise nel proprio programma la riapertura della funivia; molti soldi furono spesi in vari progetti, senza però arrivare ad un risultato concreto. Nel 1983 venne dato l'incarico all'ing. Cocchi di predisporre un piano per la riapertura, dietro compenso di 2 milioni di lire. Di quel progetto si è persa ogni traccia. Nel 1985 il Ministero dei Trasporti emanò il decreto riguardante la “vita tecnica” degli impianti a fune secondo il quale, trascorso tale periodo, vanno sostituite tutte le parti di trazione e del trasporto passeggeri, ad eccezione dei manufatti e dei tralicci di sostegno. Apparve chiaro, così, che gli interventi attuati fino a quel momento, anche se si fosse finanziato l'acquisto delle sei vetture, non avrebbero comunque consentito di prolungare la vita tecnica dell'impianto. Nel 1986 la Giunta Pippione incaricò l'ing. Barra Caracciolo di predisporre un nuovo piano. Egli prospettò diverse soluzioni, tra cui la riapertura totale (15 miliardi di lire) e lo smantellamento totale (2 miliardi e 240 milioni di lire), che però avrebbe fatto decadere vincoli e servitù, che, per fortuna, vi sono ancora oggi, a trent'anni di distanza. Da notare che i 540 milioni previsti inizialmente per modernizzare l'impianto, in pochi anni salirono a 15 miliardi. 

Retro di un orario in inglese distribuito al pubblico negli anni '30

Il 1992 sembrò l'anno della svolta poiché si mobilitò il FAI, con un concorso di idee cui partecipò anche il Comune con 30 milioni di lire. Purtroppo, l'instabilità politica del biennio ‘92-'94 fece sospendere tutto. Nel 1993 l'amministrazione venne commissariata. Nel 1994 la Giunta Oddo, che in campagna elettorale aveva promesso il ripristino degli impianti, prese, invece, in esame il piano di smantellamento delle funi, ormai da sostituire, ed anche dei piloni. Questo fatto riaprì la questione della funivia. Vane, però, risultano le altre interpellanze della minoranza: la Giunta era intenzionata a demolire i piloni con conseguente decadimento delle servitù. Il caso andò avanti anche con grande impegno da parte dei giornali. Il Secolo XIX indisse una specie di referendum tra i lettori per la riapertura della funivia, cosa che ottenne un buon successo (è del 2-12-94 l'articolo “Funivia, un plebiscito”). Nell'aprile 1995 la Giunta venne commissariata ed il Commissario, dott. Piccolo, accertata la mancanza di titoli, annullò qualsiasi incarico mai affidato all'ing. Barra Caracciolo. La questione dell'ing. Caracciolo, infatti, aveva suscitato diversi problemi e vere e proprie battaglie politiche, poiché, nel tempo, aveva cumulato incarichi plurimi sulla funivia, in virtù dei quali se non si fosse dimesso spontaneamente non avrebbe potuto esser rimosso, e di conseguenza neppure la situazione sbloccata. Il Commissario dovette, tuttavia, portare avanti l'appalto precedentemente approvato di smontaggio delle funi e demolizione dei piloni. Seguirono giorni di concitazione e confusione per la città: venne indetta una nuova raccolta di firme per salvare gli impianti, poi si tentò nuovamente la strada del referendum. Il 2 giugno si rischiò la tragedia: una molotov venne lanciata contro l'argano della ditta che doveva smantellare i piloni ed il fuoco avrebbe potuto spezzare un cavo di 20 tonnellate. Si decise, così, di togliere solo le funi del primo tratto per ragioni di sicurezza; quelle del secondo e terzo tratto verranno smantellate solo più avanti, alla scadenza della loro vita tecnica (nel 2000). 
Nel 1998 la Giunta Bottini si impegnò attivamente ed avviò un nuovo progetto veramente utile per la città: la funivia ricostruita dal centro a Bignone, ma con una fermata in più, ossia intercettando lo svincolo dell'Aurelia – bis al Borgo (oggi finalmente ultimato, ma al tempo ancora sulla carta), con la creazione di un grande parcheggio in modo tale che pendolari e turisti lascino là vetture e pullman, e prendendo la funivia per il centro non intasino la città. Inoltre, il problema della “funivia che sfiora i palazzi” venne risolto adottando sul primo tratto la soluzione dei vagoncini a grappolo (un po' come sul Monte Bianco). La Giunta Bottini, però, cadde, e il suo progetto si arenò.
Nel giugno 2013 venne firmato il protocollo d'intesa per la costruzione della nuova funivia che collegherà Sanremo (dal Campo Golf, perché i condoni edilizi degli anni precedenti hanno reso ormai impossibile 
partire sia dal centro che dal Borgo Tinasso), San Romolo e Perinaldo. Il progetto prevedeva un'opera innovativa, poiché, di fatto, crea la prima funivia fotovoltaica. Questo consentirebbe di attirare i finanziamenti europei. Sempre per poter usufruire dei finanziamenti UE, si è reso necessario deviare il percorso, poiché è indispensabile il collegamento tra due città. La tratta San Romolo – Bignone, tuttavia, non sembra cancellata per sempre, poiché, almeno sulla carta, ne è prevista la realizzazione in un secondo momento. Nel 2019 si pensò di ripristinarla realizzando un nuovo impianto trifune anzi che bifune, Incaricata come ditta la Doppelmayr di Lana.
Il 27 settembre 2023 viene presentato lo studio di fattibilità per la ricostruzione della funivia, con progetto donato dal consorzio ANCE in occasione del suo 10º anniversario. L'impianto, monofune, partirebbe dal campo da golf (dove verrebbe realizzato un parcheggio di interscambio) e sarebbe suddiviso in 2 tronconi: Campo Golf-San Romolo e San-Romolo-Monte Bignone. Il primo troncone verrà suddiviso in due tratte equidistanti, con una sosta in località Primi Pini, in modo da contenere le escursioni del contrappeso realizzato mediante un tensionamento idraulico. L'infrastruttura, pur ricalcando il tracciato della storica funivia, non utilizzerà i vecchi impianti (troppo vetusti per essere rimessi in funzione) ed è studiata per ridurre al minimo l'impatto sulle aree attraversate. Il costo totale per la nuova funivia è di 10 milioni ed il tempo stimato per i lavori è di 6 mesi.
Esiste dunque la volontà di ricostruire totalmente gli impianti con cabine moderne di ultima generazione pensando anche come avrebbero agito subito, se si fossero trovati in una simile circostanza, i comuni della confinante Costa azzurra pensando alla possibilità di portare in vetta i turisti evitando i mezzi privati.  L'assessore ai lavori pubblici della città  dei fiori, Donzella, si è recato in esplorazione (2024) in trentino presso il Comune di Mezzocorona, ricco di impianti funiviari per vedere i progetti (su invito di Ance Imperia) affermando che "il turismo è in crescita e i costi di gestione contenuti. Speriamo nel finanziamento del ministero". I nuovi impianti sarebbero dotati anche del recupero di energia generato dalle cabine in discesa.

## L'impianto e l'esercizio
L'impianto fu progettato dall'ing. Tullio Groff, che ne fu il direttore per moltissimi anni, dal 1937 al 1981.

### Caratteristiche tecniche
La stazione di partenza è situata ad un'altitudine di 21,72 m s.l.m., nel pieno centro della città, in via Isonzo 3, a pochi passi dalla Pigna e dall'attuale mercato annonario, mentre quella di arrivo sulle pendici del Monte Bignone (1299 m s.l.m.), ad una quota di 1232,15 m s.l.m. Il percorso è diviso in tre tronchi dalle due stazioni intermedie di Campo Golf e San Romolo.
Il primo tronco procede in direzione nord-ovest e supera il quartiere di Borgo Tinasso, passando anche sopra orti e coltivazioni floricole, per terminare, dopo 8 piloni, nella stazione Campo Golf, situata a 203,99 m s.l.m., nel campo golf degli Ulivi. Il dislivello del primo tronco è di 182,87 m su un percorso di 2188,98 m, con pendenza media dell'83 per mille.
Al secondo tronco si accede dall'interno della stazione Campo Golf, che, quindi, funge da motrice per il primo tronco e rinvio e tensione del secondo. La seconda tratta prosegue sempre in direzione nord-ovest, ma con un leggero angolo rispetto alla prima, oltrepassa il campo golf degli Ulivi e risale la valle del torrente San Romolo, fino a giungere nella stazione San Romolo, situata nell'omonima località, a quota 797,95 m s.l.m., dopo aver superato 7 piloni e un dislivello di 593,96 m su un percorso di 3468,19 m con una pendenza media del 172 per mille.
Al terzo tronco si accede dalla stazione San Romolo, che quindi funge anch'essa da motrice per il secondo tronco e rinvio del terzo, ma è tuttavia orientato con un angolo di 101°31' rispetto al secondo. Dopo il pilone iniziale n. 16 incomincia la campata sospesa di 1742 m, che è stata per molti anni la più lunga del mondo: essa supera il prato di San Romolo e raggiunge la stazione Bignone Vetta in una zona pianeggiante del monte Bignone, a quota 1232,15 m s.l.m., dopo aver oltrepassato gli ultimi due piloni, e superato un dislivello di 432,70 m su un percorso di 1859,95 m, con una pendenza media del 233 per mille.
Il dislivello complessivo dell'intero impianto è 1210,43 m, su una lunghezza totale di 7635,05 misurata sull'inclinata del tracciato.
La stazione di partenza, in Sanremo, funge solo da stazione di rinvio delle funi traenti e tensione delle portanti, mentre quella di arrivo a Bignone da motrice delle traenti ed ancoraggio delle portanti. Le stazioni intermedie, invece, sono ibride, poiché, come già detto, verso valle funzionano da motrici per le funi traenti ed ancoraggio delle portanti, mentre verso monte da rinvio delle traenti e tensione delle portanti.
L'impianto è di tipo "a va e vieni", cioè con due vie di corsa parallele, dotate ciascuna di una fune traente ed una portante su cui scorre una vettura, dotata di frenatura di sicurezza sulla stessa portante (cosa che avviene ancora oggi in molti impianti moderni); ogni via di corsa è dotata, inoltre, di una fune traente di emergenza a cui viene, all'occorrenza, agganciato un vagoncino di soccorso che scorre sulla fune portante. Ciascun tronco, quindi, funziona indipendentemente dagli altri, e di conseguenza anche gli orari di partenza e arrivo sono diversi, ma calibrati in maniera che l'arrivo di una corsa in un tronco coincida con la partenza di quella della successiva tratta, ed anche da avere corse complete dal mare alla vetta. L'impianto ha una portata oraria media di 80 persone (almeno fino al rinnovo degli impianti degli anni '60-'70 che dimezza i tempi di percorso). Le tre tratte sono suddivise rispettivamente in 9, 8, 4 campate, supportate da 8, 7, 3 piloni, per un totale di 18 cavalletti. In ogni tronco le funi di acciaio sono sei: due portanti da 48 mm di diametro, due traenti (o meglio, traente e zavorra) da 25 mm di diametro, due funi traenti di soccorso (sempre traente e zavorra) da 13,5 mm.

### Le stazioni
La stazione di partenza ospita la biglietteria, con annessa sala d'attesa, il locale del capostazione, dotato di centralino telefonico che collega l'impianto in tutta la sua lunghezza, l'ufficio del direttore degli impianti, l'officina per la manutenzione, le banchine per l'imbarco dei passeggeri, l'apparato di rinvio delle funi traenti e tensione delle portanti, con relativi pozzi per i contrappesi profondi 8 metri.
La stazione Campo Golf, circondata da grandi piante che ne nascondono parzialmente la vista, contiene anch'essa locali per passeggeri ed altri di servizio. Nella sua parte centrale si trova la motrice del primo tronco e l'apparecchiatura di rinvio del secondo, con i relativi pozzi per i contrappesi profondi 16 m. Appena dietro il cavalletto interno per le funi del primo tronco si trova il posto di manovra, con gli strumenti di comando e controllo, mentre poco più indietro c'è il gruppo di trazione, costituito da un motore elettrico principale TIBB (Tecnomasio Italiano Brown Boveri), trifase asincrono a 8 poli, 220V / 50 Hz, della potenza di 30 CV e 750 giri/min, e da un motore a scoppio di emergenza tipo FIAT 519 da 43 CV e 1400 giri/min, dotato di cambio e riduttore. Il gruppo dei motori principali è montato su un riduttore a coppia conica, il quale trasmette il moto ad un albero verticale, che ingrana sulla puleggia motrice principale disposta orizzontalmente. Il motore elettrico ausiliario (che ha le medesime caratteristiche del motore principale) azionante la fune di soccorso, invece, è posto al di sopra della puleggia della fune di soccorso. Quest'ultima è anch'essa orizzontale, ossia ingranata sull'asse verticale in posizione superiore alla puleggia motrice principale, con la quale è coassiale. I motori sono appositamente alimentati da uno specifico impianto di trasformazione, situato all'interno dell'edificio, con il quale la tensione di 3600V proveniente dalla cabina elettrica di San Giacomo viene ridotta a 220V.
La stazione San Romolo è situata in posizione più elevata rispetto al prato. L'edificio ha sostanzialmente le stesse caratteristiche della stazione Campo Golf, sia per la composizione dei locali interni che per l'organizzazione degli organi di funzionamento. Le differenze, a parte la disposizione dei gruppi motore e di rinvio, sono date dal motore elettrico principale che, come quello di servizio, è un TIBB da 65 CV e 750 giri/min, mentre quello a scoppio è un Isotta Fraschini Tipo 8A da 81 CV e 1700 giri/min. Anche qui, inoltre, un apposito trasformatore abbassa la tensione della linea proveniente dalla cabina elettrica di San Romolo.
La stazione Bignone Vetta è situata in una posizione molto bella del monte Bignone, orientata verso la costa francese (nelle belle giornate si possono ammirare le Alpi Francesi e la costa sino a Cap Ferrat). Anche in questo caso, l'organo traente è sostanzialmente simile ai precedenti, con qualche differenza per i motori: i gli elettrici TIBB sviluppano 36 CV con 750 giri/min, mentre quello a scoppio è un Isotta Fraschini da 66,5 CV e 1600 giri/min. La corrente elettrica per la cabina di trasformazione sale da San Romolo attraverso una linea dedicata di circa 2500 m. L'edificio, inoltre, comprende al piano terra un bar - ristorante, e al piano superiore l'alloggio per il macchinista titolare.

### La linea
I 18 piloni sono stati realizzati dalla Ansaldo di Genova con profilati metallici tronco - piramidali a sezione orizzontale quadrata. In cima recano una travatura sporgente a mensola sui due lati, sulla quale poggiano le scarpe di sostegno delle funi portanti. Al di sotto di queste si trovano le ruote a gola per lo scorrimento delle funi traenti e zavorra. La distanza tra le scarpe di sostegno delle portanti determina lo scartamento della linea, che è di 4,67 m. Le scarpe sono in acciaio con superfici di scorrimento in bronzo, mentre le ruote di scorrimento sono in ghisa. Le ruote per lo scorrimento della fune di soccorso si trovano allo stesso livello delle scarpe, e sono in ghisa come le altre ruote.
L'Ansaldo utilizzò la veduta della campata più lunga del mondo per reclamizzare la propria capacità costruttiva nel campo delle teleferiche.
Le funi portanti sono costruite da trefoli d'acciaio intrecciati e pesano 9 kg ogni metro. Sono ancorate nella stazione superiore di ciascun tronco, avvolte per alcuni metri su un apposito tamburo. Passano, poi, sui piloni e giungono nella stazione inferiore del medesimo tronco dove, grazie ad apposite funi tenditrici, sono collegate ai contrappesi. Questi ultimi hanno un peso variabile nei tre tronchi, da un minimo di 4650 kg per la fune di soccorso del secondo tronco, ad un massimo di 37000 kg per la portante del terzo tronco. Le funi traenti e zavorra, invece, sono ancorate al carrello dei vagoncini e formano un anello chiuso. Va da sé che la traente è collegata alla puleggia motrice della stazione a monte, mentre la zavorra alla puleggia di rinvio della stazione a valle. Anche le funi di soccorso formano un anello chiuso. Le funi traenti, zavorra e soccorso sono realizzate con trefoli di acciaio lucido con avvolgimento tipo Albert ed anima centrale di canapa.
Tutte le funi, nella loro parte terminale, sono dotate di teste fuse prodotte al momento della posa (o dell'ancoraggio).

## Curiosità
Il celebre attore genovese Gilberto Govi, trascorreva momenti di relax d'estate, in questa località in compagnia del suo amico Carlo Dapporto e la sua famiglia. Esistono foto che li ritraggono insieme nell'area del santuario sul Monte Bignone.